# ربط وهمي
الربط الوهمي هو ظاهرة الاعتقاد الخاطئ بوجود علاقة بين الأشياء (مثل الأشخاص والأحداث والسلوكيات) حتى إن لم تتواجد تلك العلاقات. يوجد مثالًا شائعًا لهذة الظاهرة عندما يقوم الأشخاص بربط خاطئ بين العضوية في أقلية وسلوكيات نادرة (غالبًا سلبية) بصفتها متغيرات جديدة ووبارزة تميل إلى جذب الانتباه.
هذا يعد أحد أسباب تكوين واستمرار الصورة النمطية.   هاميلتون وروز(1980) اكتشفا أن الصور النمطية قد تقود الناس إلي توقُّع وجود علاقة توافُق بين مجموعات وصفات معينة، ثم إلي المبالغة في تقدير مدى تكرار حدوث تلك العلاقات في الواقع.